# 후킹
후킹(영어: hooking)은 소프트웨어 공학 용어로, 운영 체제나 응용 소프트웨어 등의 각종 컴퓨터 프로그램에서 소프트웨어 구성 요소 간에 발생하는 함수 호출, 메시지, 이벤트 등을 중간에서 바꾸거나 가로채는 명령, 방법, 기술이나 행위를 말한다. 이때 이러한 간섭된 함수 호출, 이벤트 또는 메시지를 처리하는 코드를 훅(영어: hook)이라고 한다.
크래킹(불법적인 해킹)을 할 때 크래킹 대상 컴퓨터의 메모리 정보, 키보드 입력 정보 등을 빼돌리기 위해서 사용되기도 한다.
예를 들어 특정한 API를 후킹하게 되면 해당 API의 리턴값을 조작하는 등의 동작을 수행할 수 있다.

## 방법
일반적으로 훅은 소프트웨어가 이미 실행중일 때 삽입되지만, 후킹은 응용 프로그램이 실행되기도 전에 쓰일 수 있는 전략이다. 이 두 기술은 아래에 더 자세히 설명되어 있다.

### 물리적 수정
응용 프로그램이 실행되기 전에 리버스 엔지니어링 기법으로 실행 또는 라이브러리를 물리적 수정함으로써 후킹을 할 수 있다. 이러한 기법은 일반적으로 다른 모니터로 함수 호출을  가로채거나 그것들을 완전히 다른 함수로 대체하는데 사용된다.
예를 들어, 역어셈블러를 사용하여 모듈 내에서 함수의 시작점을 찾을 수 있다. 그 다음, 다른 라이브러리 모듈을 동적으로 로드하고, 로드된 라이브러리 내에서 원하는 함수를 실행하도록 변경할 수 있다. 해당되는 경우, 후킹으로 얻을 수 있는 관련된 다른 접근 방법은 실행 파일의 임포트 테이블을 변경하는 것이다. 이 테이블은 추가 라이브러리 모듈을 로드하도록 수정될 수 있을뿐만이 아니라 함수가 응용 프로그램에 의해 호출될 때 외부 코드가 호출되는 것으로 바뀔 수도 있다.
후킹을 하기 위한 대체 방법은 래퍼 라이브러리를 통해 함수 호출을 차단하는 것이다. 래퍼를 만들 때, 응용 프로그램을 로드하는 라이브러리는 원본 라이브러리와 동일한 기능을 가진 자신만의 라이브러리를 만든다. 즉, 접근할 수 있는 모든 기능은 원본과 대체된 라이브러리 모두 동일한 것이다. 이 래퍼 라이브러리는 원래 라이브러리의 기능 중 하나를 호출하거나, 논리의 완전히 새로운 설정으로 대체되도록 설계할 수 있다.

### 런타임 수정
운영체제와 소프트웨어는 훅을 삽입하는 프로세스에 충분한 권한이 부여된 경우 런타임도중 이벤트 훅을 쉽게 삽입할 수 있다. 예를 들어, Microsoft Windows에서는 대화 상자, 스크롤바 및 메뉴뿐만 아니라 다른 항목에 대한 시스템 이벤트와 응용 프로그램 이벤트를 처리하거나 수정하는 데 사용될 수 있는 훅을 삽입할 수 있다. 또한 훅은 키보드 및 마우스 이벤트를 삽입, 제거, 프로세스 또는 수정할 수 있다. 리눅스에서는 훅이 넷필터를 통해 커널 내의 네트워크 이벤트를 처리하기 위해 비슷한 방식으로 사용될 수 있는 또 다른 예를 제공한다.
이러한 기능이 제공되지 않은 경우, 후킹의 특별한 형태는 프로세스에 의해 만들어진 라이브러리 함수 호출을 차단하는 방법을 사용한다. 후킹은 대상 함수의 첫 번째 몇몇 코드가 주입 코드로 이동하도록 지시를 변경하여 구현된다. 또는 공유 라이브러리의 개념을 사용하는 시스템에서는 인터럽트 벡터 테이블 또는 임포트 디스크립터 테이블이 메모리에서 수정될 수 있다. 기본적으로 이러한 전술은 물리적 수정과 같은 아이디어를 사용한다. 하지만 이미 실행되어 있는 상태라면 프로세스의 메모리에 있는 명령과 구조를 변경한다.

## 예제 코드

### C# 키보드 이벤트 후킹
다음 예제는 닷넷 프레임워크를 사용하여 마이크로소프트 윈도우에서 키보드 이벤트를 후킹하는 것이다.
```
using
 
System.Runtime.InteropServices
;

namespace
 
Hooks

{

	
public
 
class
 
KeyHook

	
{

		
/* Member variables */

		
protected
 
static
 
int
 
Hook
;

		
protected
 
static
 
LowLevelKeyboardDelegate
 
Delegate
;

		
protected
 
static
 
readonly
 
object
 
Lock
 
=
 
new
 
object
();

		
protected
 
static
 
bool
 
IsRegistered
 
=
 
false
;

		
/* DLL imports */

		
[DllImport("user32")]

		
private
 
static
 
extern
 
int
 
SetWindowsHookEx
(
int
 
idHook
,
 
LowLevelKeyboardDelegate
 
lpfn
,

			
int
 
hmod
,
 
int
 
dwThreadId
);

		
[DllImport("user32")]

		
private
 
static
 
extern
 
int
 
CallNextHookEx
(
int
 
hHook
,
 
int
 
nCode
,
 
int
 
wParam
,
 
KBDLLHOOKSTRUCT
 
lParam
);

		
[DllImport("user32")]

		
private
 
static
 
extern
 
int
 
UnhookWindowsHookEx
(
int
 
hHook
);

		
/* Types & constants */

		
protected
 
delegate
 
int
 
LowLevelKeyboardDelegate
(
int
 
nCode
,
 
int
 
wParam
,
 
ref
 
KBDLLHOOKSTRUCT
 
lParam
);

		
private
 
const
 
int
 
HC_ACTION
 
=
 
0
;

		
private
 
const
 
int
 
WM_KEYDOWN
 
=
 
0
x0100
;

		
private
 
const
 
int
 
WM_KEYUP
 
=
 
0
x0101
;

		
private
 
const
 
int
 
WH_KEYBOARD_LL
 
=
 
13
;

		
[StructLayout(LayoutKind.Sequential)]

		
public
 
struct
 
KBDLLHOOKSTRUCT

		
{

			
public
 
int
 
vkCode
;

			
public
 
int
 
scanCode
;

			
public
 
int
 
flags
;

			
public
 
int
 
time
;

			
public
 
int
 
dwExtraInfo
;

		
}

		
/* Methods */

		
static
 
private
 
int
 
LowLevelKeyboardHandler
(
int
 
nCode
,
 
int
 
wParam
,
 
ref
 
KBDLLHOOKSTRUCT
 
lParam
)

		
{

			
if
 
(
nCode
 
==
 
HC_ACTION
)

			
{

				
if
 
(
wParam
 
==
 
WM_KEYDOWN
)

					
System
.
Console
.
Out
.
WriteLine
(
"Key Down: "
 
+
 
lParam
.
vkCode
);

				
else
 
if
 
(
wParam
 
==
 
WM_KEYUP
)

					
System
.
Console
.
Out
.
WriteLine
(
"Key Up: "
 
+
 
lParam
.
vkCode
);

			
}

			
return
 
CallNextHookEx
(
Hook
,
 
nCode
,
 
wParam
,
 
lParam
);

		
}

		
public
 
static
 
bool
 
RegisterHook
()

		
{

			
lock
 
(
Lock
)

			
{

				
if
 
(
IsRegistered
)

					
return
 
true
;

				
Delegate
 
=
 
LowLevelKeyboardHandler
;

				
Hook
 
=
 
SetWindowsHookEx
(

					
WH_KEYBOARD_LL
,
 
Delegate
,

					
Marshal
.
GetHINSTANCE
(

						
System
.
Reflection
.
Assembly
.
GetExecutingAssembly
().
GetModules
()[
0
]

					
).
ToInt32
(),
 
0

				
);

				
if
 
(
Hook
 
!=
 
0
)

					
return
 
IsRegistered
 
=
 
true
;

				
Delegate
 
=
 
null
;

				
return
 
false
;

			
}

		
}

		
public
 
static
 
bool
 
UnregisterHook
()

		
{

			
lock
 
(
Lock
)

			
{

				
return
 
IsRegistered
 
=
 
(
UnhookWindowsHookEx
(
Hook
)
 
!=
 
0
);

			
}

		
}

	
}

}

```

### DirectDraw 후킹
다음은 윈도우에서 DirectDraw(다이렉트드로) 함수 호출을 후킹한 예이다. 이것은 APIHijack(에이피아이 하이잭)이라는 후킹 라이브러리를 활용한 것이고, 소스는 DLL(동적 링크 라이브러리)로 컴파일되었다. 인스톨훅(InstallHook)을 호출할 추가적인 응용 프로그램도 필요하다.
```
#include
 
<windows.h>

#include
 
<shlwapi.h>

#include
 
<ddraw.h>

#include
 
"testdll.h"

#include
 
"..\apihijack.h"

char
 
temp
[
256
];

HINSTANCE
 
hDLL
;

// type defs

typedef
 
HRESULT
 
(
WINAPI
 
*
DirectDrawCreateEx_Type
)(
 
GUID
 
FAR
 
*
lpGUID
,
 
LPVOID
 
*
lplpDD
,
 
REFIID
 
iid
,
 
IUnknown
 
FAR
 
*
pUnkOuter
 
);

// function prototypes

HRESULT
 
WINAPI
 
MyDirectDrawCreateEx
(
 
GUID
 
FAR
 
*
 
lpGuid
,
 
LPVOID
  
*
lplpDD
,
 
REFIID
  
iid
,
IUnknown
 
FAR
 
*
pUnkOuter
 
);

// hook structure

enum

{

    
D3DFN_DirectDrawCreateEx
 
=
 
0

};

SDLLHook
 
D3DHook
 
=
 

{

    
"DDRAW.DLL"
,

    
false
,
 
NULL
,

    
{

        
{
 
"DirectDrawCreateEx"
,
 
MyDirectDrawCreateEx
 
},

        
{
 
NULL
,
 
NULL
 
}

    
}

};

// Hook function.

HRESULT
 
WINAPI
 
MyDirectDrawCreateEx
(
GUID
 
FAR
*
 
lpGuid
,
 
LPVOID
  
*
lplpDD
,
 
REFIID
  
iid
,
IUnknown
 
FAR
 
*
pUnkOuter
 
)

{

    
DirectDrawCreateEx_Type
 
OldFn
 
=
 
(
DirectDrawCreateEx_Type
)
D3DHook
.
Functions
[
D3DFN_DirectDrawCreateEx
].
OrigFn
;

    
return
 
OldFn
(
 
lpGuid
,
 
lplpDD
,
 
iid
,
 
pUnkOuter
 
);

}

// CBT Hook-style injection.

BOOL
 
APIENTRY
 
DllMain
(
 
HINSTANCE
 
hModule
,
 
DWORD
 
fdwReason
,
 
LPVOID
 
lpReserved
 
)

{

    
if
 
(
 
fdwReason
 
==
 
DLL_PROCESS_ATTACH
 
)
  
// When initializing....

    
{

        
hDLL
 
=
 
hModule
;

        
// Only hook the APIs if this is the fsim proess.

        
GetModuleFileName
(
GetModuleHandle
(
NULL
),
 
temp
,
 
sizeof
(
temp
));

        
PathStripPath
(
temp
);

        
if
(
stricmp
(
temp
,
 
"fsim.exe"
 
)
 
==
 
0
)

            
HookAPICalls
(
 
&
D3DHook
 
);

    
}

    
return
 
TRUE
;

}

// This segment must be defined as SHARED in the .DEF

#pragma data_seg (".HookSection")

// Shared instance for all processes.

HHOOK
 
hHook
 
=
 
NULL
;

#pragma data_seg ()

TESTDLL_API
 
LRESULT
 
CALLBACK
 
HookProc
(
int
 
nCode
,
 
WPARAM
 
wParam
,
 
LPARAM
 
lParam
)

{

    
return
 
CallNextHookEx
(
 
hHook
,
 
nCode
,
 
wParam
,
 
lParam
);

}

TESTDLL_API
 
void
 
InstallHook
()

{

    
hHook
 
=
 
SetWindowsHookEx
(
WH_CBT
,
 
HookProc
,
 
hDLL
,
 
0
);

}

TESTDLL_API
 
void
 
RemoveHook
()

{

    
UnhookWindowsHookEx
(
 
hHook
 
);

}

```

### JMP명령어를 이용한 API/함수 후킹(가로채기)
다음 소스 코드는 오픈 소스인 Chrom(크롬) 라이브러리를 사용하는 API/함수 후킹의 예시이다. 이는 새로운 함수에 대한 JMP 명령으로 대상 함수의 처음 6바이트를 덮어써서 훅한다. 코드는 DLL로 컴파일 된 후, 코드 인젝션의 방법을 사용하여 대상 프로세스에 로드된다. 이 예제 코드는 "nspr4.dll"의 "PR_Write" 함수와 "c:/log.txt"에 기록된 모든 HTTP/HTTPS 요청을 훅한다.
```
/*

Firefox_hook (C) Raja Jamwal 2011

Distributed under GNU GPL License

Firefox_hook is a example code for Chrom Library, Firefox_hook log every

HTTP/HTTPS requests that firefox makes

Chrom, is API/Funtion interception/hijacking library for windows systems

Copyright (C) 2011  Raja Jamwal

This file is part of Chrom.

*/

#include
 
"stdafx.h"

#include
 
"chrom.h"

Hook
 
Firefox
;
 
// Hook firefox

DWORD
 
PR_Write_H
 
(
DWORD
 
*
fd
,
  
void
 
*
buf
,
DWORD
 
amount
);
 
// this is our overiding-function

typedef
 
DWORD
 
(
*
prWrite
)(
DWORD
*
,
void
*
,
DWORD
);
 
// defination of our original function

prWrite
 
prw
 
=
 
NULL
;
 
// create a orginal function, we later point this to orginal function

		    
// address

char
 
log_file
[]
=
"c://log.txt"
;
 
// logfile

// this will log our data

int
 
write_log
(
char
 
*
 
log
,
 
char
 
*
 
data
)

{

ofstream
 
fout
(
log
,
 
ios
::
app
);

fout
 
<<
 
data
;

fout
.
close
();

return
 
TRUE
;

}

// initialize hooking, this adds the jump instruction to orginal function address

int
 
create_hooks
()

{

	
// Override PR_Write function in nspr4.dll with our PR_Write_H,

	
// Note nspr4.dll must already be

	
// loaded in process space

	
Firefox
.
Initialize
(
"PR_Write"
,
 
"nspr4.dll"
,
 
PR_Write_H
);

	
// Write jump instruction on orginal function address

	
Firefox
.
Start
();

	
return
 
TRUE
;

}

// our overriding function

DWORD
 
PR_Write_H
 
(
DWORD
 
*
fd
,
  
void
 
*
buf
,
DWORD
 
amount
)

{

	
// reset hooks, this will replace the jump instruction to original data

	
Firefox
.
Reset
();

        
// You may skip the code shown below and call the original function directly

        
// since after calling Firefox.Reset() the address of the original function,

        
// now contains the original function's data

        
// point prw(function) to original function (optional)

	
prw
 
=
 
(
prWrite
)
Firefox
.
original_function
;

        
// log the headers

	
write_log
(
log_file
,
 
(
char
*
)
 
buf
);

	
// call the real PR_Write function

	
DWORD
 
ret
 
=
 
prw
(
fd
,
 
buf
,
 
amount
);

	
// again place the jump instruction on the original function

	
Firefox
.
Place_Hook
();

	
return
 
ret
;

}

```

### Netfilter 후킹
이 예제에서는 Netfilter(넷필터)를 사용하여 리눅스 커널에서 네트워크 트래픽을 변경할 수 있는 훅를 사용하는 방법을 보여준다.
```
#include
 
<linux/module.h>

#include
 
<linux/kernel.h>

#include
 
<linux/skbuff.h>

#include
 
<linux/ip.h>

#include
 
<linux/tcp.h>

#include
 
<linux/in.h>

#include
 
<linux/netfilter.h>

#include
 
<linux/netfilter_ipv4.h>

/* Port we want to drop packets on */

static
 
const
 
uint16_t
 
port
 
=
 
25
;

/* This is the hook function itself */

static
 
unsigned
 
int
 
hook_func
(
unsigned
 
int
 
hooknum
,

                       
struct
 
sk_buff
 
**
pskb
,

                       
const
 
struct
 
net_device
 
*
in
,

                       
const
 
struct
 
net_device
 
*
out
,

                       
int
 
(
*
okfn
)(
struct
 
sk_buff
 
*
))

{

        
struct
 
iphdr
 
*
iph
 
=
 
ip_hdr
(
*
pskb
);

        
struct
 
tcphdr
 
*
tcph
,
 
tcpbuf
;

        
if
 
(
iph
->
protocol
 
!=
 
IPPROTO_TCP
)

                
return
 
NF_ACCEPT
;

        
tcph
 
=
 
skb_header_pointer
(
*
pskb
,
 
ip_hdrlen
(
*
pskb
),
 
sizeof
(
*
tcph
),
 
&
tcpbuf
);

        
if
 
(
tcph
 
==
 
NULL
)

                
return
 
NF_ACCEPT
;

        
return
 
(
tcph
->
dest
 
==
 
port
)
 
?
 
NF_DROP
 
:
 
NF_ACCEPT
;

}

/* Used to register our hook function */

static
 
struct
 
nf_hook_ops
 
nfho
 
=
 
{

        
.
hook
     
=
 
hook_func
,

        
.
hooknum
  
=
 
NF_IP_PRE_ROUTING
,

        
.
pf
       
=
 
NFPROTO_IPV4
,

        
.
priority
 
=
 
NF_IP_PRI_FIRST
,

};

static
 
__init
 
int
 
my_init
(
void
)

{

        
return
 
nf_register_hook
(
&
nfho
);

}

static
 
__exit
 
void
 
my_exit
(
void
)

{

    
nf_unregister_hook
(
&
nfho
);

}

module_init
(
my_init
);

module_exit
(
my_exit
);

```

## 같이 보기
- 종료 후 상주 프로그램

## 후킹 프로그램의 목록
- AGTH